# Кочетовский (Ростовская область)
Кочетовский — хутор в Шолоховском районе Ростовской области России.
Входит в состав Терновского сельского поселения.

## География
Расстояние до районного центра с учётом доступа транспортом — 27 км.

## Население
| 2010 |
| ---- |
| 30   |

## Улицы
На хуторе имеются две улицы — Луговая и Степная.